# Ángel Plaza Simón
Ángel Plaza Simón (Villarrobledo, España, 28 de marzo de 1972) es un político español, psicólogo, gestor del patrimonio cultural y  empresario manchego.
Fue candidato por Unión Progreso y Democracia al Congreso de los Diputados por la provincia de Albacete y fue el líder de la formación en Castilla-La Mancha hasta el momento de su disolución.

## Biografía

### Formación y desarrollo profesional
Nacido en Villarrobledo, cambió su domicilio a Albacete en 1982, donde cursó enseñanzas medias en el Instituto Diego de Siloé. Posteriormente se trasladó a Valencia, en cuya Universidad cursó estudios de Psicología. Además es máster en Recursos Humanos, experto universitario en Prevención y Tratamiento de las Drogodependencias, experto en Gestión del Patrimonio Arqueológico, especialista en Gestión de Redes Sociales, especialista en Intervención Social con Jóvenes.
En 1998 comenzó a trabajar como coordinador del Departamento Psicopedagógico de una residencia para personas con discapacidades severas y profundas dependiente de la Fundación Madre Amparo. Entre los años 2002 y 2012 trabajó como Técnico del Plan Municipal de Drogas del Ayuntamiento de Villarrobledo y Coordinador comarcal de programas de prevención en las localidades de El Bonillo, Ossa de Montiel, La Roda, Minaya, Munera y Villarrobledo. Ha trabajado también en Médicos sin Fronteras (Alicante), en los Ayuntamientos de Arenales de San Gregorio y Socuéllamos y en la Fundación Sociosanitaria de Castilla-La Mancha (Cuenca).
Ha colaborado, trabajado, sido socio o miembro de diversas organizaciones como Mensa, Médicos sin Fronteras, Psicólogos sin Fronteras o Fundación Madre Amparo.

### Vida política
Afiliado a Unión Progreso y Democracia en 2015, sin experiencia política previa, fue responsable de Organización en la Gestora Regional de UPYD, vocal electo del Consejo Territorial de UPYD de Castilla-La Mancha en 2016, número 3 al Congreso de los Diputados en 2015 y cabeza de lista en las elecciones generales de 2016 por la provincia de Albacete. Entró a formar parte del Consejo territorial de Castilla-La Mancha en 2016, ocupando los cargos de vocal y responsable de redes sociales. A comienzos del año 2018 fue nombrado coordinador de la formación en la comunidad castellanomanchega, y se mantuvo en el cargo hasta el 6 de diciembre de 2020, fecha en que se disolvió el partido.
Impulsó la coalición electoral entre UPYD y UCIN en Castilla-La Mancha, firmada públicamente el 2 de febrero de 2019, entre los líderes nacionales de ambos partidos Ángel Montealegre y Cristiano Brown y sus respectivos coordinadores regionales Ricardo Cutanda y el mismo Ángel Plaza. Siempre se ha mostrado contrario a la unión, fusión o pactos de su partido con Ciudadanos.

### Publicaciones
Es autor de diversas publicaciones e investigaciones, en el ámbito de la historia y la arqueología, especialmente sobre trazados viarios antiguos como el Camino Real de Granada a Cuenca o el Carnaval de Villarrobledo.